# Nathorstiana arborea
Nathorstianaceae é uma família extinta de vegetais que tem somente um gênero que é Nathorstiana, que tem somente uma espécie, Nathorstiana arborea, faz parte da ordem Isoetales.

## Descrição
Fósseis do gênero nathorstiana datam do Cretáceo, com a morfologia sendo semelhante a dos isoetes atuais, nos estágios iniciais de crescimento de um espécime, a base de enraizamento de um espécime de nathorstiana não era lobulada e radialmente simétrica, enquanto no gênero Isoetes é, durante os estágios iniciais de crescimento, bilobada. Ao contrário de outros espécimes de Isoetes, que não possuem alongamento estelar e perde seu córtex radicular na periferia dos lobos corticais. O crescimento descendente da base radicular de Nathorstiana resultou em uma extensão maior da superfície radicular axial.

## Fóssseis
Foram encontrados 5 fósseis, todos nos Estados unidos de uma única espécie, sendo esta, Nathorstiana arborea, que faz parte do gênero Nathorstiana. Temos conhecimento desta espécie dês de 1978 que foi o ano que encontramos o primeiro fóssil.